# تپه بانیا ملاسماعیل
تپه بانیا ملاسماعیل مربوط به هزاره اول قبل از میلاد است و در شهرستان ارومیه، بخش صومای برادوست، دهستان برادوست، روستای قره آغاج واقع شده و این اثر در تاریخ ۲۵ آبان ۱۳۸۷ با شمارهٔ ثبت ۲۳۵۳۳ به‌عنوان یکی از آثار ملی ایران به ثبت رسیده است.